# Félix Bossuet
Félix Bossuet (Parigi, 23 febbraio 2005) è un attore francese.

## Biografia
Ha debuttato nel cinema nel 2012, a soli sette anni, quando venne scelto tra 2.400 bambini per il ruolo di Sébastien nella versione cinematografica della famosa serie televisiva francese Belle et Sébastien creata da Cécile Aubry nel 1965. 
Il film, Belle & Sebastien (2013),  è diretto da Nicolas Vanier. Dopo il successo della prima pellicola, Bossuet riprende il ruolo di Sebastien altre due volte: in Belle & Sebastien - L'avventura continua diretto da Christian Duguay nel 2015 e in Belle & Sebastien - Amici per sempre diretto da Clovis Cornillac nel 2018.
Ha inoltre interpretato anche piccoli ruoli in altri film tra cui Mon roi - Il mio re, diretto da Maïwenn Le Besco.

## Filmografia

### Cinema
- Belle & Sebastien (Belle et Sébastien), regia di Nicolas Vanier (2013)
- Mon roi - Il mio re (Mon roi), regia di Maïwenn (2015)
- Belle & Sebastien - L'avventura continua (Belle et Sébastien: L'aventure continue), regia di Christian Duguay (2015)
- Mister Chocolat (Chocolat), regia di Roschdy Zem (2016)
- Débarquement immédiat, regia di Philippe de Chauveron (2016)
- Éternité, regia di Trần Anh Hùng (2016)
- Jour J, regia di Reem Kherici (2017)
- Belle & Sebastien - Amici per sempre (Belle et Sébastien 3: Le Dernier Chapitre), regia di Clovis Cornillac (2018)

### Televisione
- Capitaine Marleau – serie TV, episodio 1x05 (2016)
- Traqués, regia di Ludovic Colbeau-Justin – miniserie TV (2018)
- Yes vous aime – webserie, 2 webisodi (2021)
- Balthazar – serie TV, 7 episodi (2022-2023)

## Doppiatori italiani
- Gabriele Caprio in Belle & Sebastien, Belle & Sebastien - L'avventura continua, Belle & Sebastien - Amici per sempre
- Chiara Fabiano in Mon roi - Il mio re